# Hans Croon
Hans Croon (Malangue, 25 de maio de 1936 – Roterdão, 5 de fevereiro de 1985) foi um treinador de futebol neerlandês. Como treinador, o maior sucesso de Croon foi vencer a Taça dos Clubes Vencedores de Taças na temporada 1975–76 com o Anderlecht.